# ساتون (مدينة)
ساتون (التايلاندية: สตูล، الملايو: Setul) هي مدينة [الإنجليزية] (ثيسابان موينغ [الإنجليزية]) في جنوب تايلاند، عاصمة مقاطعة ساتون. وهو يغطي كامل تامبون [الإنجليزية] فيمان موينج ساتون [الإنجليزية] . تقع ساتون على بعد 985 كم جنوب بانكوك. اعتبارًا من عام 2005، بلغ عدد سكانها 21,498 نسمة.

## المناخ
تتمتع ساتون بمناخ مداري موسمي (Am) مع موسم جفاف قصير في يناير وفبراير وموسم ممطر طويل يمتد من مارس إلى ديسمبر. أعلى هطول شهري للأمطار يحدث في شهري سبتمبر وأكتوبر، حيث يبلغ متوسط هطول الأمطار الشهري أكثر من 320 ملم. يبلغ متوسط درجة الحرارة المرتفعة السنوية في ساتون 32.6 درجة مئوية ومتوسط درجة الحرارة المنخفضة السنوية 23.7 درجة مئوية.
| البيانات المناخية لـSatun (1991–2020, extremes 1978-present)                                               | البيانات المناخية لـSatun (1991–2020, extremes 1978-present) | البيانات المناخية لـSatun (1991–2020, extremes 1978-present) | البيانات المناخية لـSatun (1991–2020, extremes 1978-present) | البيانات المناخية لـSatun (1991–2020, extremes 1978-present) | البيانات المناخية لـSatun (1991–2020, extremes 1978-present) | البيانات المناخية لـSatun (1991–2020, extremes 1978-present) | البيانات المناخية لـSatun (1991–2020, extremes 1978-present) | البيانات المناخية لـSatun (1991–2020, extremes 1978-present) | البيانات المناخية لـSatun (1991–2020, extremes 1978-present) | البيانات المناخية لـSatun (1991–2020, extremes 1978-present) | البيانات المناخية لـSatun (1991–2020, extremes 1978-present) | البيانات المناخية لـSatun (1991–2020, extremes 1978-present) | البيانات المناخية لـSatun (1991–2020, extremes 1978-present) |
| الشهر | يناير                                                        | فبراير                                                       | مارس                                                         | أبريل                                                        | مايو                                                         | يونيو                                                        | يوليو                                                        | أغسطس                                                        | سبتمبر                                                       | أكتوبر                                                       | نوفمبر                                                       | ديسمبر                                                       | المعدل السنوي                                                |
| --- | ------------------------------------------------------------ | ------------------------------------------------------------ | ------------------------------------------------------------ | ------------------------------------------------------------ | ------------------------------------------------------------ | ------------------------------------------------------------ | ------------------------------------------------------------ | ------------------------------------------------------------ | ------------------------------------------------------------ | ------------------------------------------------------------ | ------------------------------------------------------------ | ------------------------------------------------------------ | ------------------------------------------------------------ |
| الدرجة القصوى °م (°ف)                                                                                      | 36.4 (97.5)                                                  | 37.8 (100.0)                                                 | 39.5 (103.1)                                                 | 39.6 (103.3)                                                 | 38.1 (100.6)                                                 | 36.8 (98.2)                                                  | 35.2 (95.4)                                                  | 35.9 (96.6)                                                  | 35.3 (95.5)                                                  | 36.0 (96.8)                                                  | 36.2 (97.2)                                                  | 35.4 (95.7)                                                  | 39.6 (103.3)                                                 |
| متوسط درجة الحرارة الكبرى °م (°ف)                                                                          | 32.8 (91.0)                                                  | 34.3 (93.7)                                                  | 34.9 (94.8)                                                  | 34.2 (93.6)                                                  | 33.3 (91.9)                                                  | 32.6 (90.7)                                                  | 32.2 (90.0)                                                  | 32.0 (89.6)                                                  | 31.7 (89.1)                                                  | 31.7 (89.1)                                                  | 31.9 (89.4)                                                  | 31.7 (89.1)                                                  | 32.8 (91.0)                                                  |
| المتوسط اليومي °م (°ف)                                                                                     | 27.7 (81.9)                                                  | 28.2 (82.8)                                                  | 28.6 (83.5)                                                  | 28.5 (83.3)                                                  | 28.3 (82.9)                                                  | 27.9 (82.2)                                                  | 27.6 (81.7)                                                  | 27.5 (81.5)                                                  | 27.1 (80.8)                                                  | 27.0 (80.6)                                                  | 27.2 (81.0)                                                  | 27.2 (81.0)                                                  | 27.7 (81.9)                                                  |
| متوسط درجة الحرارة الصغرى °م (°ف)                                                                          | 23.7 (74.7)                                                  | 23.5 (74.3)                                                  | 23.7 (74.7)                                                  | 24.4 (75.9)                                                  | 24.6 (76.3)                                                  | 24.3 (75.7)                                                  | 24.0 (75.2)                                                  | 24.0 (75.2)                                                  | 23.8 (74.8)                                                  | 23.7 (74.7)                                                  | 23.8 (74.8)                                                  | 23.6 (74.5)                                                  | 23.9 (75.1)                                                  |
| أدنى درجة حرارة °م (°ف)                                                                                    | 17.6 (63.7)                                                  | 17.0 (62.6)                                                  | 18.0 (64.4)                                                  | 19.2 (66.6)                                                  | 20.8 (69.4)                                                  | 20.5 (68.9)                                                  | 21.0 (69.8)                                                  | 19.2 (66.6)                                                  | 20.1 (68.2)                                                  | 20.0 (68.0)                                                  | 19.4 (66.9)                                                  | 18.0 (64.4)                                                  | 17.0 (62.6)                                                  |
| الهطول مم (إنش)                                                                                            | 43.6 (1.72)                                                  | 40.6 (1.60)                                                  | 133.9 (5.27)                                                 | 210.3 (8.28)                                                 | 228.7 (9.00)                                                 | 189.7 (7.47)                                                 | 230.4 (9.07)                                                 | 277.8 (10.94)                                                | 334.2 (13.16)                                                | 343.8 (13.54)                                                | 217.8 (8.57)                                                 | 118.4 (4.66)                                                 | 2٬369٫2 (93.28)                                              |
| متوسط أيام هطول الأمطار (≥ 1.0 mm)                                                                         | 4.1                                                          | 3.5                                                          | 8.3                                                          | 13.8                                                         | 14.9                                                         | 13.0                                                         | 14.1                                                         | 15.7                                                         | 17.3                                                         | 20.4                                                         | 15.4                                                         | 10.4                                                         | 150.9                                                        |
| متوسط الرطوبة النسبية (%)                                                                                  | 71.5                                                         | 69.2                                                         | 73.1                                                         | 78.8                                                         | 81.6                                                         | 82.0                                                         | 82.5                                                         | 82.6                                                         | 84.2                                                         | 84.6                                                         | 82.1                                                         | 77.8                                                         | 79.2                                                         |
| ساعات سطوع الشمس الشهرية                                                                                   | 198.4                                                        | 183.6                                                        | 186.0                                                        | 183.0                                                        | 151.9                                                        | 147.0                                                        | 151.9                                                        | 151.9                                                        | 108.0                                                        | 111.6                                                        | 141.0                                                        | 182.9                                                        | 1٬897٫2                                                      |
| ساعات سطوع الشمس اليومية                                                                                   | 6.4                                                          | 6.5                                                          | 6.0                                                          | 6.1                                                          | 4.9                                                          | 4.9                                                          | 4.9                                                          | 4.9                                                          | 3.6                                                          | 3.6                                                          | 4.7                                                          | 5.9                                                          | 5.2                                                          |
| المصدر #1: المنظمة العالمية للأرصاد الجوية                                                                 |                                                              |                                                              |                                                              |                                                              |                                                              |                                                              |                                                              |                                                              |                                                              |                                                              |                                                              |                                                              |                                                              |
| المصدر #2: Office of Water Management and Hydrology, Royal Irrigation Department (sun 1981–2010)(extremes) |                                                              |                                                              |                                                              |                                                              |                                                              |                                                              |                                                              |                                                              |                                                              |                                                              |                                                              |                                                              |                                                              |